# Surviving the Law
Surviving the Law (с англ. — «Выжить по закону») — 25-й студийный альбом шотландской хард-рок группы Nazareth, вышедший 15 апреля 2022 года на лейбле Frontiers Records.
Альбом спродюсирован Яном Руйе, который уже работал с группой на предыдущих альбомах: The Newz (2008), Big Dogz (2011), Rock ’n’ Roll Telephone (2014) и Tattooed on My Brain (2018). Это второй альбом группы, в записи которого участвовал вокалист Карл Сентанс.

## Критика
Джо Миллер из электронного издания Defenders of the Faith пишет, что Surviving the Law имеет довольно современную постановку, хотя и верную энергичному хард-року, на котором специализировался Nazareth. Аарон Бэджли из журнала Spill Magazine сравнивает этот альбом с их предыдущим альбомом Tattooed on My Brain: «Surviving the Law имеет более грубый край. Здесь группа гораздо менее отточена», и он продолжает: «Это хеви-метал, и временами они погружаются в гранж».

## Список композиций
| №                   | Название                       | Автор(ы)            | Длительность |
| ------------------- | ------------------------------ | ------------------- | ------------ |
| 1.                  | «Strange Days»                 | Ли Эгнью            | 3:22         |
| 2.                  | «You Gotta Pass It Around»     | Джимми Мюрисон      | 3:21         |
| 3.                  | «Runaway»                      | Карл Сентанс        | 3:33         |
| 4.                  | «Better Leave It Out»          | Джимми Мюрисон      | 3:33         |
| 5.                  | «Mind Bomb»                    | Ли Эгнью            | 3:31         |
| 6.                  | «Sweet Kiss»                   | Джимми Мюрисон      | 3:34         |
| 7.                  | «Falling in Love»              | Карл Сентанс        | 3:51         |
| 8.                  | «Waiting for the World to End» | Джимми Мюрисон      | 2:47         |
| 9.                  | «Let the Whisky Flow»          | Ли Эгнью            | 3:06         |
| 10.                 | «Sinner»                       | Ли Эгнью            | 2:02         |
| 11.                 | «Ciggies and Booze»            | Джимми Мюрисон      | 3:28         |
| 12.                 | «Psycho Skies»                 | Карл Сентанс        | 3:35         |
| 13.                 | «Love Breaks»                  | Ли Эгнью            | 3:11         |
| 14.                 | «You Made Me»                  | Пит Эгнью           | 5:14         |
| Общая длительность: | Общая длительность:            | Общая длительность: | 48:09        |

## Участники записи
Список составлен по сведениям базы данных Discogs
Nazareth:
- Карл Сентанс[англ.] — ведущий вокал
- Джимми Мюрисон — гитара
- Пит Эгнью — бас-гитара, бэк-вокал, ведущий вокал на «You Made Me»
- Ли Эгнью — ударные

Приглашённые музыканты:
- Сьюзи Каргилл — джембе (песня 9)
- Ронни Лихи[англ.] — орган (песня 14)

Технический персонал:
- Ян Руйе — продюсер, звукорежиссёр, инженер микширования и мастеринга
- Майкл Бреннан — звукооператор
- Крейг Хоуи — техник
- Кэлвин Фер — фотограф
- Льюис Милн — фотограф
- Дагмар Генрих-Хоппен — художественное оформление

## Позиции в хит-парадах
| Год  | Страна    | Хит-парад           | Высшая позиция |
| ---- | --------- | ------------------- | -------------- |
| 2022 | Австрия   | Ö3 Austria          | 68             |
| 2022 | Шотландия | OOC                 | 45             |
| 2022 | Швейцария | Schweizer Hitparade | 10             |